# تزحلف ريفي

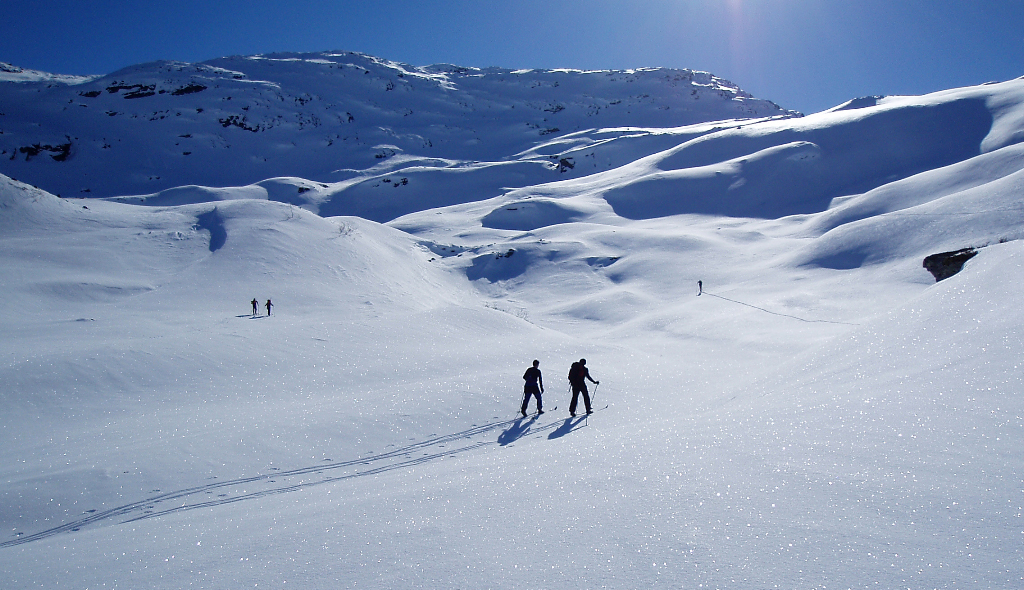
تزلج ريفي غرب النرويج

التزحلف الريفي أو التزحلف للمسافات الطويلة أو التزحلف عبر الريف رياضة رئيسية في الألعاب الأولمبية الشتوية، تمارس هذه الرياضة كهواية في كندا وشمال أوروبا إما على هيئة التزحلف للمسافات الطويلة فقط أو مكملا لرياضة ثنائي الرماية والبياثلون.
بالإضافة إلى الألعاب الأولمبية الشتوية يجرى مسابقات التزحلف للمسافات الطويلة ضمن بطولات أخرى ومن اشهرها بطولة كأس العالم للتزحلف للمسافات الطويلة وهي مسابقة سنوية تجرى اسبوعيا على مدار أشهر فصل الشتاء وبطولة ثنائي الرماية والتزحلف للمسافات البعيدة التي تقام في السنوات الفردية ونظمت آخر بطولة في 2005.
ويختلف طول سباق حسب الفصل الذي يقام فيه السباق وعما إذا كان المتسابق ذكرا ام انثي وعادة هناك ارقام دولية متفق عليها وهي:
- سباق فصل الربيع الفردي 1 كم للنساء و 2 كم للرجال.
- سباق فصل الربيع للفرق 10 كم للنساء و 15 كم للرجال.
- سباق فصل الشتاء الفردي 10 كم للنساء و 15 كم للرجال.
- سباق فصل الشتاء للفرق 30 كم للنساء و 50 كم للرجال.

نشأت هذه الهواية والرياضة في الدول الأسكندنافية، يبلغ طول الزلاجة المربوطة بالقدم 2 متر وسمكها 5 سم ويحمل المتسابق في يديه عمودين رفيعين يصنع عادة من مادة الألمنيوم وتكون نهايتها حادة.